# Strahlungstransport
Unter Strahlungstransport (auch Strahlungstransfer) versteht man die Beschreibung der Ausbreitung von Strahlung (i. A. Licht als Beispiel Elektromagnetische Strahlung) durch ein Medium. Strahlungstransport spielt vor allem in Bereichen der Astrophysik eine wesentliche Rolle. So basiert die Theorie der Sternatmosphären, die Bildung der Sternspektren oder die Bildung interstellarer Linienspektren auf Strahlungstransport.
Weiterhin wird Strahlungstransport auch zum Verständnis von Spektroskopie in vielen weiteren physikalischen (z. B. für Analysen in der Plasmaphysik) und technischen (z. B. bei verschiedenen nichtthermischen Lichtquellen) Bereichen benötigt. Eine große Rolle spielt der Strahlungstransport auch für den Treibhauseffekt der Erdatmosphäre.

## Der Prozess
Wenn sich elektromagnetische Strahlung in einem Medium ausbreitet (ganz gleich ob in der Photonen-Betrachtung oder Feldbetrachtung), wird sie von dem Medium (insbesondere von dessen Atomen und Ionen) absorbiert, gestreut oder kann das Medium verlassen. Diese Prozesse bzw. die Beschreibung dieser Prozesse nennt man Strahlungstransport. Bei diesem Prozess wird die Strahlung verschiedener Wellenlänge je nach den Eigenschaften des Mediums (insbesondere dessen Atomen und Ionen) verschieden beeinflusst. Ziel einer Strahlungstransportrechnung ist es, das austretende Licht (entweder als ganzes Spektrum oder einzelne Spektrallinien) bzw. das Strahlungsfeld im Inneren des Mediums zu berechnen; entweder um ein Spektrum vorherzusagen, oder um Rückschlüsse auf die Zusammensetzung des Mediums zu gewinnen.
Strahlungstransport-Rechnungen im eigentlichen Sinne berücksichtigen die Wirkung der Strahlung auf das Medium nur eingeschränkt. So wird z. B. die Energiedeposition im Medium (das heißt dessen Erwärmung) durch Absorption im Strahlungstransport explizit genau so wenig behandelt wie die Kühlung bei vorherrschender Emission aus dem Medium. Nutzt man nicht andere physikalische Gesetze, um diese Effekte mit einzubeschließen, geht man davon aus, dass andere Prozesse (z. B. Konvektion oder Wärmeleitung) die Temperaturstruktur im Medium trotzdem konstant halten. Eine physikalisch vollständigere Simulation beinhaltet daher neben Energieerhaltung und anderen physikalischen Gesetzen den Strahlungstransport als einen Teil des umfassenderen Modells.

## Die Strahlungstransportgleichung
Das Fundament des Strahlungstransports bildet die Strahlungstransportgleichung. Sie verknüpft die Strahlungsdichte L mit dem Absorptionskoeffizienten {\displaystyle \kappa }, dem Streukoeffizienten {\displaystyle \sigma } und der Emissionsleistung j des zu passierenden Materials. Dabei hängen die Absorptions- und Streukoeffizienten, sowie die Emissionsleistung u. a. von der Dichte und der Temperatur des Materials ab. In der Astrophysik, wie in den folgenden Gleichungen, wird jedoch die Strahlungsdichte L normalerweise als spezifische Intensität I bezeichnet.
In einer einfachen eindimensionalen, zeitunabhängigen Form lautet sie :
{\displaystyle {\frac {{\rm {d}}I}{{\rm {d}}z}}=-(\kappa +\sigma )I+j}
In einer sehr allgemeinen Form lautet sie entlang der Richtung {\displaystyle {\vec {n}}}
{\displaystyle \left[{\frac {1}{c}}{\frac {\partial }{\partial t}}+({\vec {n}}\cdot \nabla )\right]I=-(\kappa +\sigma )I+j}
Eigenschaften
Da die Emissionsleistung des Materials teilweise von Streuung hervorgerufen wird, und da die Streuung ihrerseits ein Integral über die zu berechnende spezifische Intensität ist, ist die Strahlungstransportgleichung eine Integro-Differentialgleichung.
Herleitung
Üblich ist es, die Strahlungstransportgleichung entweder zu postulieren oder aus einem Boltzmann-Transport-Formalismus für Photonen herzuleiten. Letztendlich muss aber dann postuliert werden, dass Photonen Transport durch die Boltzmann-Gleichung beschrieben werden kann.
Alternativ kann man die zeitunabhängige Strahlungstransportgleichung aus den Maxwell-Gleichungen herleiten, wenn man die mikrophysikalischen Eigenschaften von beliebig geformten und beliebig orientierten, sowie unabhängig streuenden Teilchen ausnutzt.

## Lösung der Strahlungstransportgleichung
Analytisch lässt sich zwar eine sog. formale Lösung der Strahlungstransportgleichung angeben. Diese ist aber nur
für Spezialfälle in eine echte, brauchbare Lösung ausformulierbar.
Die numerische Lösung der Strahlungstransportgleichung ist i. A. sehr aufwendig. Das modernste und stabilste Verfahren ist die sog. „Accelerated Lambda Iteration“. Mathematisch entspricht dies einem Gauß-Seidel-Verfahren. Für dreidimensionale Systeme und einfache Absorptionseigenschaften lässt sich das Strahlungstransportproblem auch mit Monte-Carlo-Simulationen lösen. Ein speziell in den Ingenieurwissenschaften bewährtes Verfahren für dreidimensionale Systeme mit beliebigen Eigenschaften ist die ursprünglich zur Lösung der Boltzmann-Gleichung entwickelte Diskrete Ordinaten-Methode.

### Grenzfälle
- Für monochromatisches Licht und im Vergleich zu dessen Intensität vernachlässigbarer Wärmestrahlung geht die Lösung der eindimensionalen Strahlungstransportgleichung in das Lambert-Beer’sche Gesetz über.
- Im Inneren von Sternen gilt die sogenannte Diffusionsnäherung für den Strahlungstransport. Mit ihrer Hilfe lässt sich dann die zur Leuchtkraft integrierte Strahlungsdichte als {\displaystyle L(r)=-{\frac {4\pi acr^{2}}{3\kappa }}{\frac {\mathrm {d} T^{4}}{\mathrm {d} r}}} ausdrücken.
- Für dreidimensionale Anordnungen stellen auch bestimmte Raytracing-Algorithmen (siehe Volumengrafik oder Volumenstreuung) eine angenäherte Lösung des Strahlungstransportproblems dar.

## Probleme des Strahlungstransports heute
3D-StrahlungstransportDreidimensionale, numerische Simulationen sind sehr speicher- und rechenintensiv; insbesondere, wenn detaillierte Spektren berechnet werden sollen.
Neutrino-StrahlungstransportDer Durchgang von Neutrinos durch ein Medium kann analog zum Durchgang von Photonen ebenfalls als Strahlungstransportproblem behandelt werden. Neutrino-Strahlungstransport spielt bei Supernova-Explosionen eine zentrale Rolle.
StrahlungshydrodynamikIn Fällen, in denen die Energie der Strahlung vergleichbar, oder größer als die interne Energie des Mediums ist, wird die Hydrodynamik entscheidend durch die Strahlung beeinflusst. Numerische Simulationen solcher Situationen müssen daher auch den Strahlungstransport angemessen berücksichtigen.

### Transport
- Subrahmanyan Chandrasekhar: Radiative Transfer (= Dover Books on Physics). Dover Publications, New York 2016, ISBN 978-0-486-60590-6 (englisch, archive.org – Originaltitel: Radiative Transfer. 1950.).
- Dimitri Mihalas, Barbara Weibel-Mihalas: Foundations of Radiation Hydrodynamics. Dover Publications, Mineola, NY 2013, ISBN 978-1-306-34896-6 (englisch, archive.org).
- D. K. Edwards, Vernon E. Denny, Anthony F. Mills: Transfer Processes: An introduction to Diffusion, Convection, and Radiation (= Series in Thermal and Fluids Engineering). 2. Auflage. Hemisphere Pub. Corp., Washington 1979, ISBN 978-0-07-019041-2 (englisch, archive.org).
- Shoji Kato, Jun Fukue: Fundamentals of Astrophysical Fluid Dynamics: Hydrodynamics, Magnetohydrodynamics, and Radiation Hydrodynamics (= Astronomy and Astrophysics Library). Springer Nature Singapore, Singapore 2020, ISBN 978-981-15-4173-5, doi:10.1007/978-981-15-4174-2 (englisch).
- Hélène Frisch: Radiative Transfer: An Introduction to Exact and Asymptotic Methods. Springer International Publishing, Cham 2022, ISBN 978-3-03095246-4, doi:10.1007/978-3-030-95247-1 (englisch).

### Sterne/Sonnen
- A. Unsöld: Physik der Sternatmosphären. Springer Berlin Heidelberg, Berlin, Heidelberg 1955, ISBN 978-3-642-47427-9, doi:10.1007/978-3-642-47425-5.
- Dimitri Mihalas: Stellar Atmospheres (= A Series of Books in Astronomy and Astrophysics). 2nd Auflage. W. H. Freeman, San Francisco 1978, ISBN 978-0-7167-0359-4 (englisch, archive.org).
- Helmut Scheffler, Hans Elsässer: Physik der Sterne und der Sonne. 2. Auflage. BI-Wissenschaftsverlag, Mannheim 1990, ISBN 978-3-411-14172-2.
- Walter J. Maciel: Introduction to Stellar Structure. Springer International Publishing, Cham 2016, ISBN 978-3-319-16141-9, doi:10.1007/978-3-319-16142-6 (englisch).